# Ruschianthus falcatus
Ruschianthus es un género monotípico de plantas suculentas perteneciente a la familia Aizoaceae. Su única especie: Ruschianthus falcatus L.Bolus, es originaria de Namibia.

## Descripción
Es una  planta suculenta perennifolia, con una tamaño de 20 cm de altura. Se encuentra a una altitud de  1000 - 1590 metros en Namibia.

## Taxonomía
Ruschianthus fue descrito por la botánica sudafricana, Harriet Margaret Louisa Bolus, y publicado en J. S. African Bot. 27: 62. 30 (1960). La especie tipo es: Ruschianthus falcatus L.Bolus